# Grad Hohenburg
Grad Hohenburg – sedaj le še skromne ruševine – je ležal nad naseljem Pusarnica zahodno od mesta Špital ob Dravi v zahodnem delu avstrijske zvezne dežele Koroške. Manjši, že precej razpadel višinski grad stoji na podolgovatem skalnem grebenu severno od Lurnskega polja. Je ena redkih stavb ali ostankov, ki sega v 12. stoletje. Nekdanja grajska kapela je bila leta 1707 prezidana v romasko cerkev Marije v Hohenburgu in je še danes dobro ohranjena.

## Zgodovina
Grad je bil zgrajen že konec  11. stoletja. Prvič je v pisnih listinah omenjen leta 1142 kot »castrum Hohenburc« kot sedež stare plemiške družine grofov Lurnskih, ki so upravljali Lurnsko območje. S smrtjo tridentinskega škofa Altmana leta 1149, ki je bil zadnji lurnski grof, je z njegovo podaritvijo grad prešel v last Salzburške nadškofije.  Ta je na gradu naselila svoje ministeriale kot upravitelje posesti. Ti so nadškofiji povzročali težave, da uveljavlja lastninske pravice. Tudi  grofje Ortenburški so imeli interese na tem strateškem gradu. Od leta 1263 je pripadal del posesti grofu Frideriku Ortenburškemu. Takrat je bil na Hohenburgu dvojni grad, na enem so živeli vazali Ortenburžanov na drugem salzburški ministeriali. Ob bratski delitvi dediščine, kar je potrdil koroški vojvoda Ulrik III., je lahko Friderik obdržal Hohenburg.  Salzburški nadškof Konrad je leta 1311 drugi del gradu podelil grofu Otu Ortenburškemu in njegovim sinovom. V salzburško last je že dalj časa spadal del Hohenburga, ki je bil imenovan »Krški grad« in del opisan kot "planchen zaigent hinumb der cistern und dem poumgarten vor dem hous".  Hohenburg je izgubil svoj pomen ko je bil upravni sedež salzburške posesti  na Lurnskem polju prenešen na grad Feldsberg.  Grad Hohenburg tako že leta 1433 ni bil več naseljen in je bil prepuščen propadu.  Leta 1542 so novi grofje Ortenburški posest in območje imenovali  Grajske ruševine.  Ni pojasnjena domneva, da je bil grad porušen v bojih med Goriškimi grofi in cesarjem Friderikom III.
Prva grajska kapela, znana iz vira iz leta 1473, je bila posvečena sv. Marku kot podružnična cerkev. Njena polkrožna apsida sodi v romansko obdobje.  Sama trdnjava je imela obliko podolgovatega gradu, ki je bil zavarovan z dvema močnima zidovoma. Dolžina glavnega gradu je bila  približno 80 m, širina pa okoli 12 m.

## Galerija
- Marija v Hohenburgu
- Romarska cerkev Marije v  Hohenburgu